# Фос, Ули
Ульрих (Ули) Фос (нем. Ulrich (Uli) Vos, 2 сентября 1946, Мёнхенгладбах, Британская зона оккупации Германии — 1 декабря 2017, Мёнхенгладбах, Германия) — немецкий хоккеист (хоккей на траве), полузащитник. Олимпийский чемпион 1972 года. 

## Биография
Ули Фос родился 2 сентября 1946 года в немецком городе Мёнхенгладбах.
Играл в хоккей на траве за «Гладбахер» из Мёнхенгладбаха. Дважды выигрывал чемпионат ФРГ (1966—1967).
В 1968 году вошёл в состав сборной ФРГ по хоккею на траве на Олимпийских играх в Мехико, занявшей 4-е место. Играл на позиции полузащитника, провёл 9 матчей, мячей не забивал.
В 1972 году вошёл в состав сборной ФРГ по хоккею на траве на Олимпийских играх в Мюнхене и завоевал золотую медаль. Играл на позиции полузащитника, провёл 6 матчей, забил 1 мяч в ворота сборной Нидерландов.
В 1972 году удостоен высшей спортивной награды ФРГ — «Серебряного лаврового листа».
В 1976 году вошёл в состав сборной ФРГ по хоккею на траве на Олимпийских играх в Монреале, занявшей 5-е место. Играл на позиции полузащитника, провёл 6 матчей, забил 1 мяч в ворота сборной Бельгии.
На чемпионатах мира завоевал бронзу в 1973 году в Амстелвене и в 1975 году в Куала-Лумпуре. На чемпионатах Европы выиграл серебро в 1974 году в Мадриде.
В индорхоккее стал чемпионом Европы в 1974 году в Западном Берлине, в 1976 году в Арнеме.
В 1966—1976 годах провёл за сборную ФРГ 145 матчей, в том числе 133 на открытых полях, 12 в помещении.
Умер 1 декабря 2017 года в Мёнхенгладбахе. Тело Фоса кремировано, прах захоронен в Мёнхенгладбахе.